# Notre-Dame (Écouis)

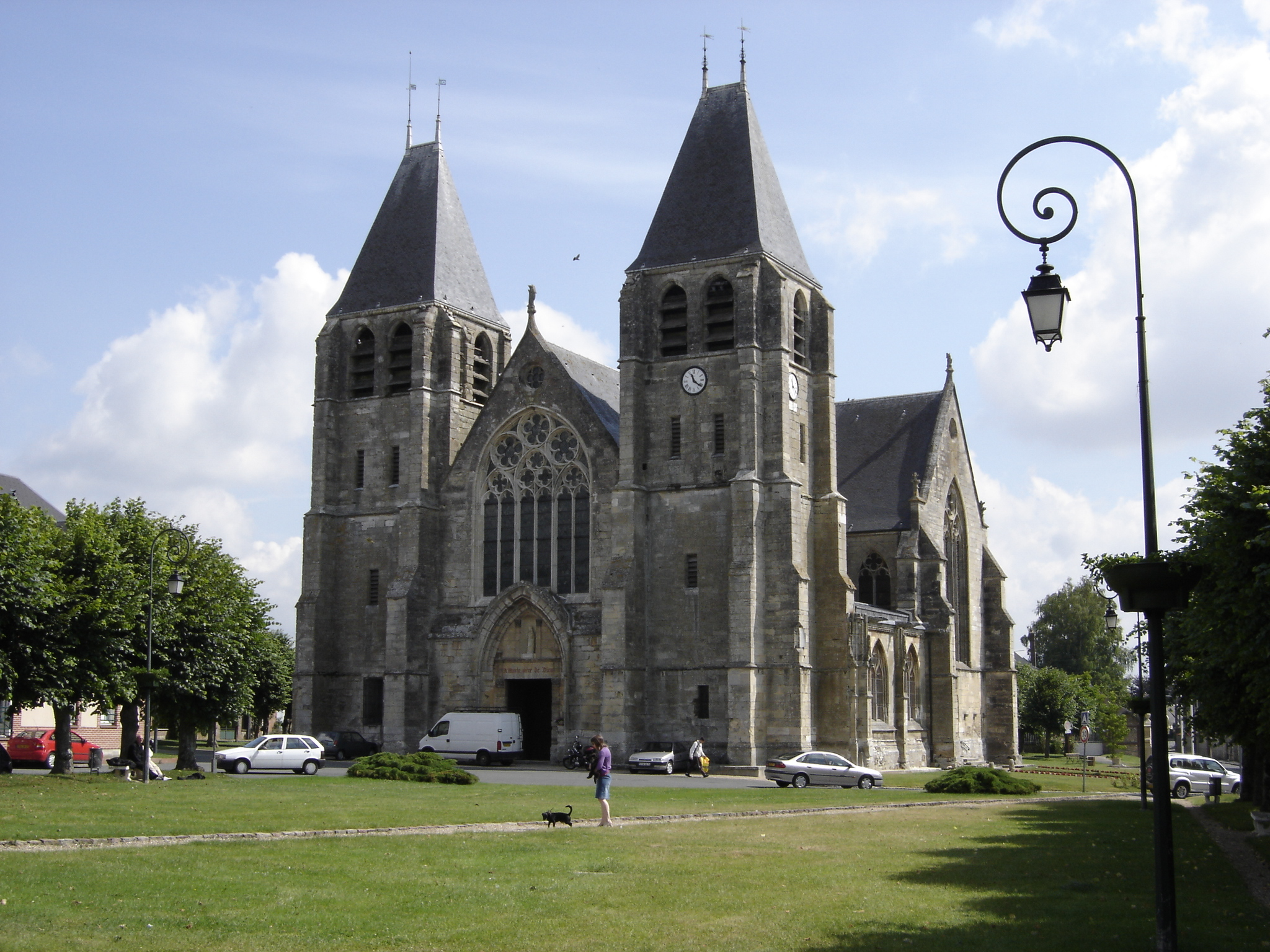
Kollegiatkirche Notre-Dame d’Écouis

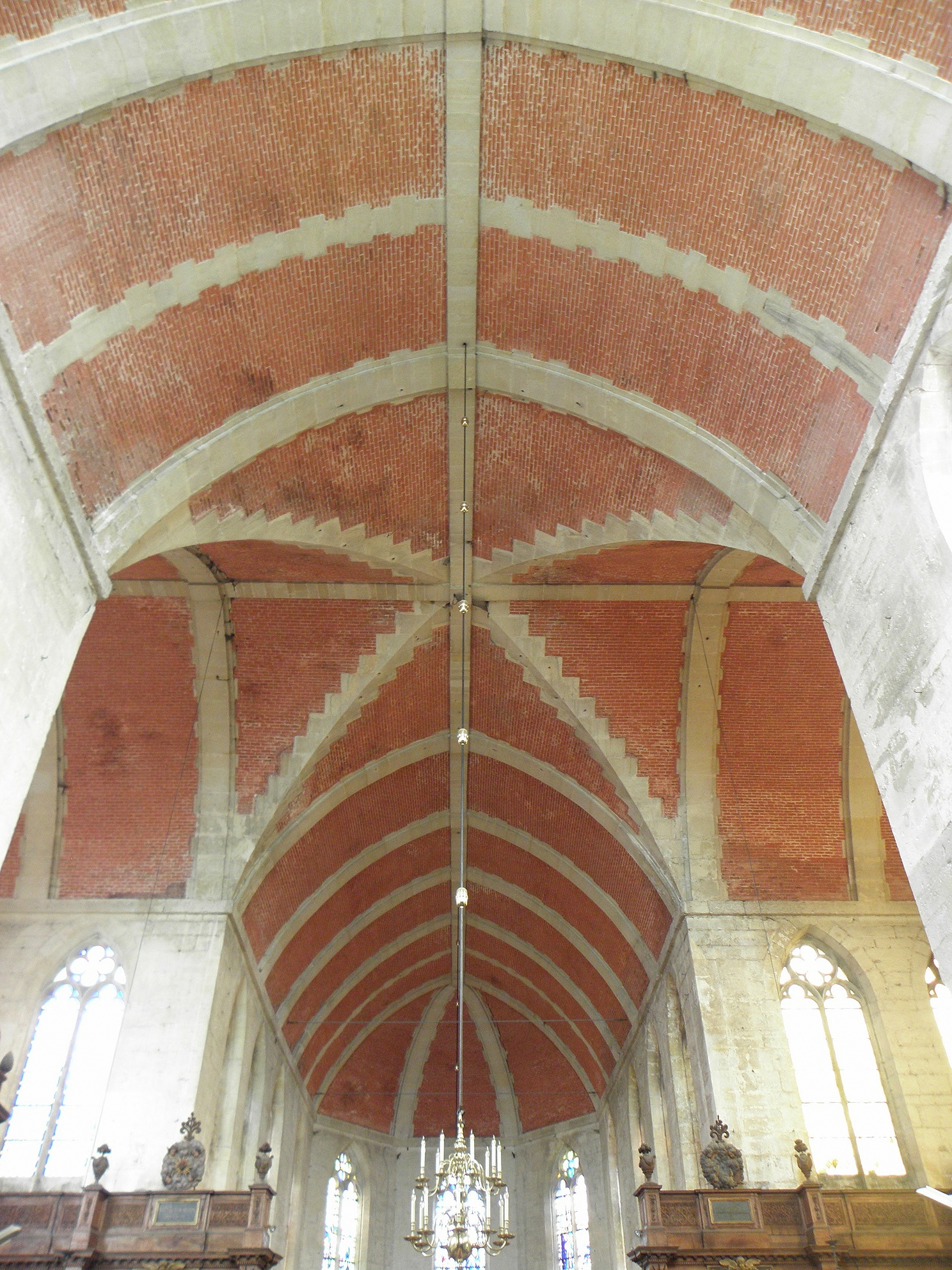
Backsteingewölbe im Kirchenschiff, im Querhaus und im Chor

Die ehemalige Kollegiatkirche (collégiale) Notre-Dame im Ort Écouis im Département Eure im Osten der Normandie im Norden Frankreichs ist eine gotische Kirche aus dem frühen 14. Jahrhundert. Das Bauwerk ist seit dem Jahr 1913 als Monument historique anerkannt.

## Baugeschichte
Die nach Nordosten orientierte Kirche entstand in nur drei Jahren (1310–1313) infolge einer Stiftung von Enguerrand de Marigny, einem Kammerherrn und Finanzaufseher Philipps IV. (reg. 1268–1314). Zwei Jahre nach Fertigstellung wurde der Stifter unter dem nunmehr regierenden König Ludwig X. (reg. 1314–1316) wegen tatsächlichen oder angeblichen Finanzbetrugs angeklagt, verurteilt und am Galgen von Montfaucon gehenkt; weitere zwei Jahre später (1317) wurde er in einem neuen Prozess rehabilitiert.

## Architektur
Die einschiffige Kirche verfügt über ein Querhaus (transept) und über den Anbau einer Grabkapelle für ihren Stifter. Wenngleich die beiden Türme wehrhaft und trutzig wirken, sind die übrigen Bauteile durchaus elegant und auf der Höhe der Zeit. Die Fenster verfügen über Maßwerk, doch von besonderem ästhetischem Reiz ist das Ziegelsteingewölbe mit Gurtbögen etc. aus hellem Sandstein.

## Ausstattung
Die Kirche ist reich ausgestattet, wobei zahlreiche Skulpturen noch aus dem 14. Jahrhundert stammen; ob sie jedoch noch von Enguerrand de Marigny in Auftrag gegeben wurden oder von seinen Nachfahren, ist unklar. Hervorzuheben sind das Kenotaph des Stifters sowie eine Veronika-Statue, eine Nicasius-Statue und eine Verkündigungsgruppe aus derselben Zeit.

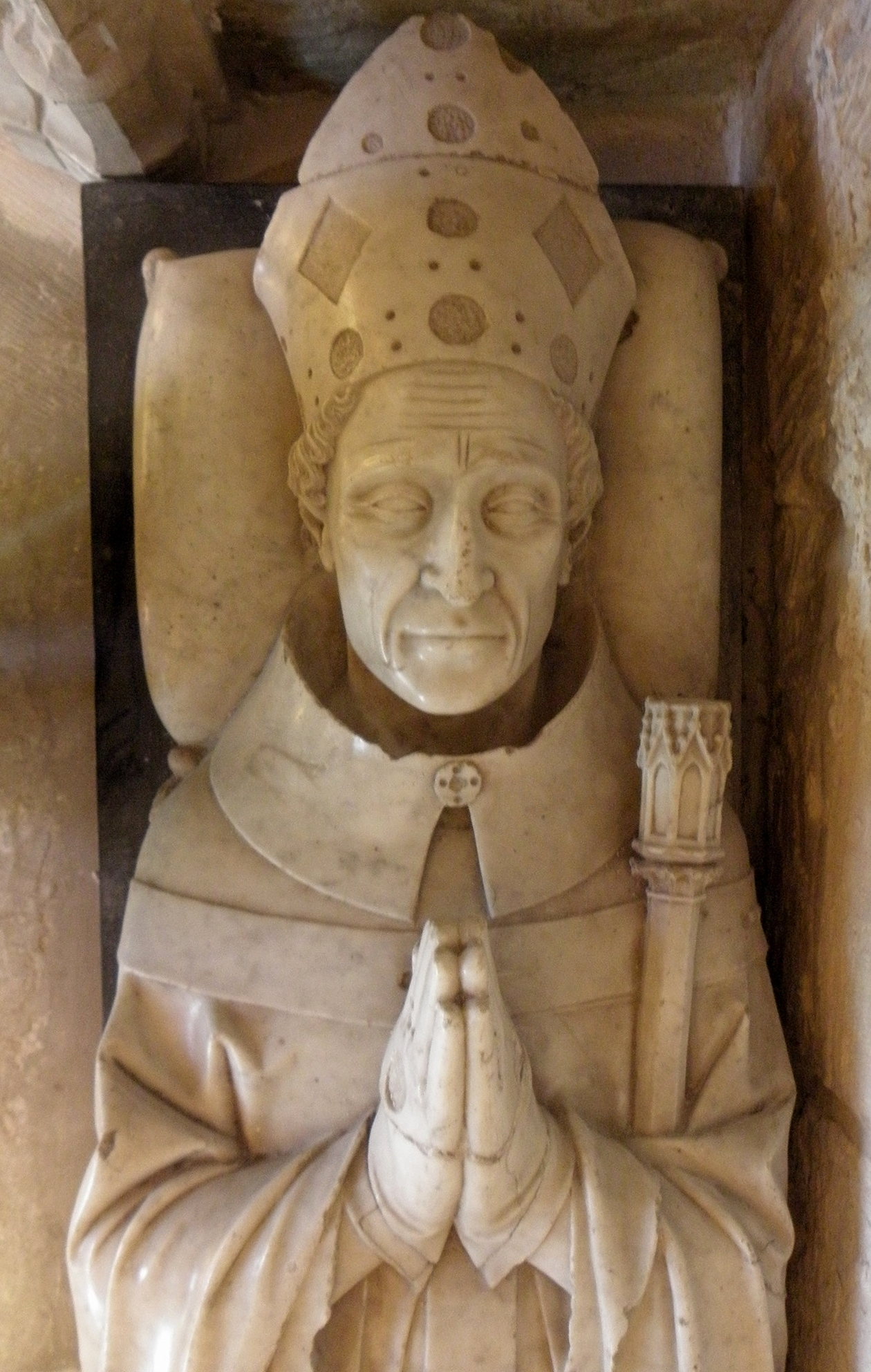
Grabmal Jean de Marignys
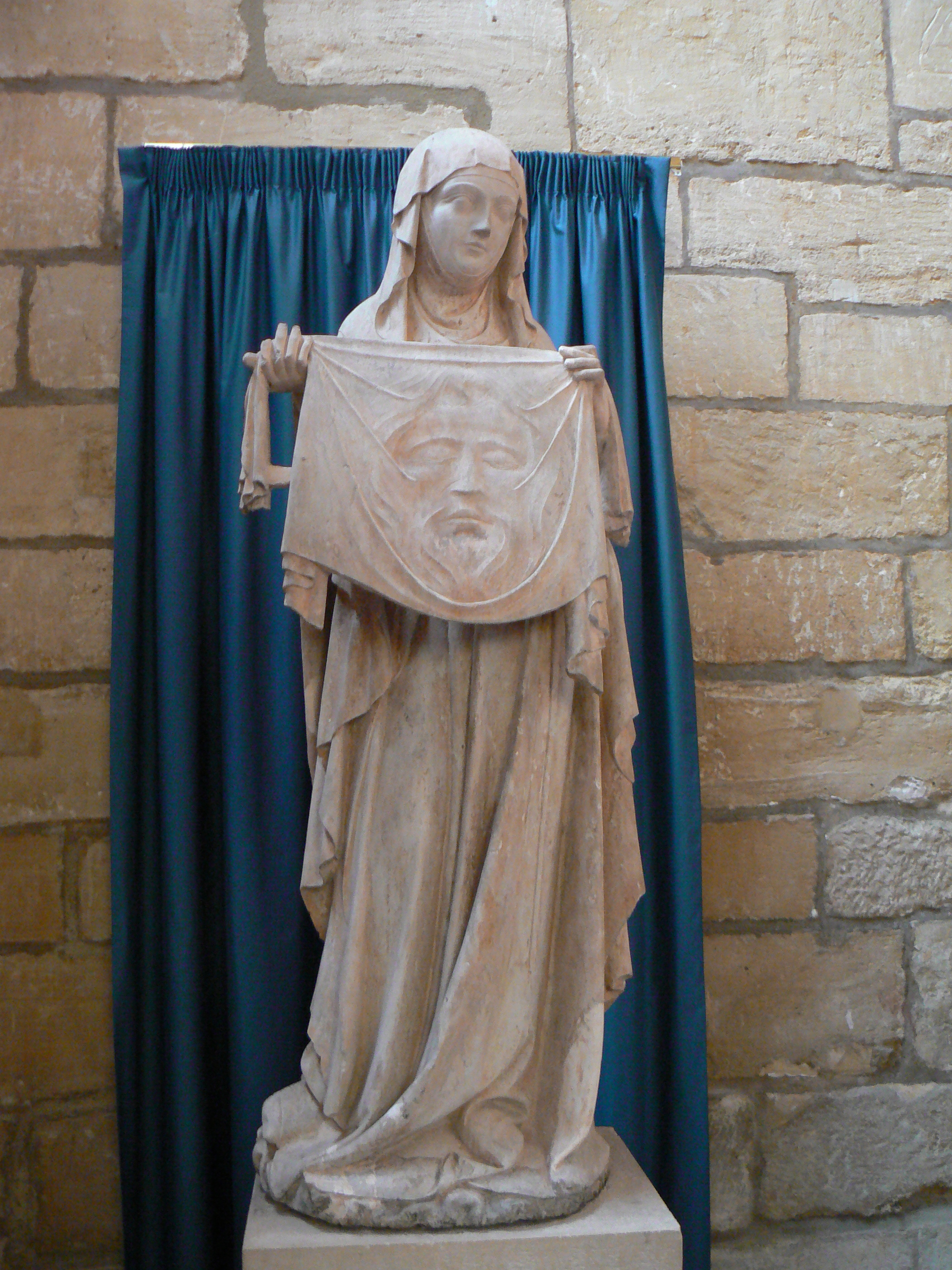
hl. Veronika mit Schweißtuch
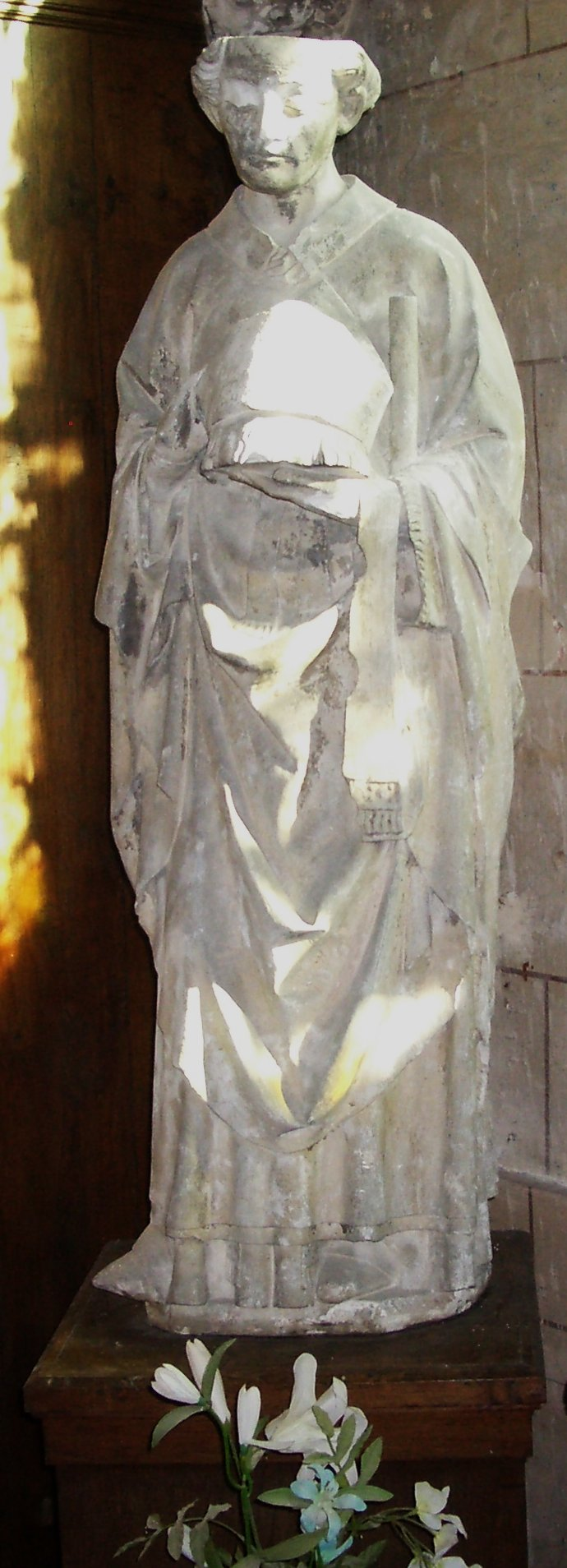
Nicasius von Reims
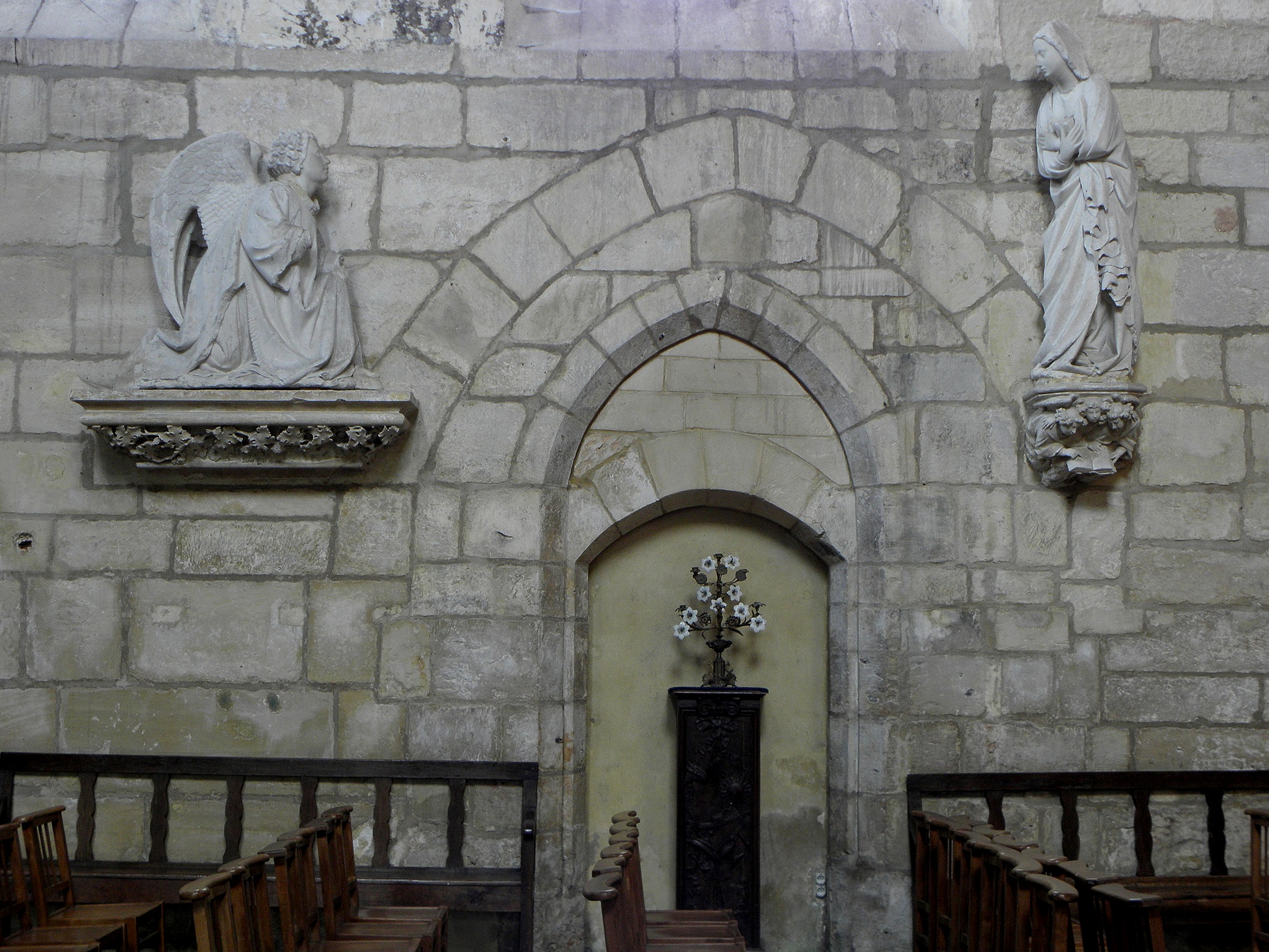
Verkündigungsgruppe
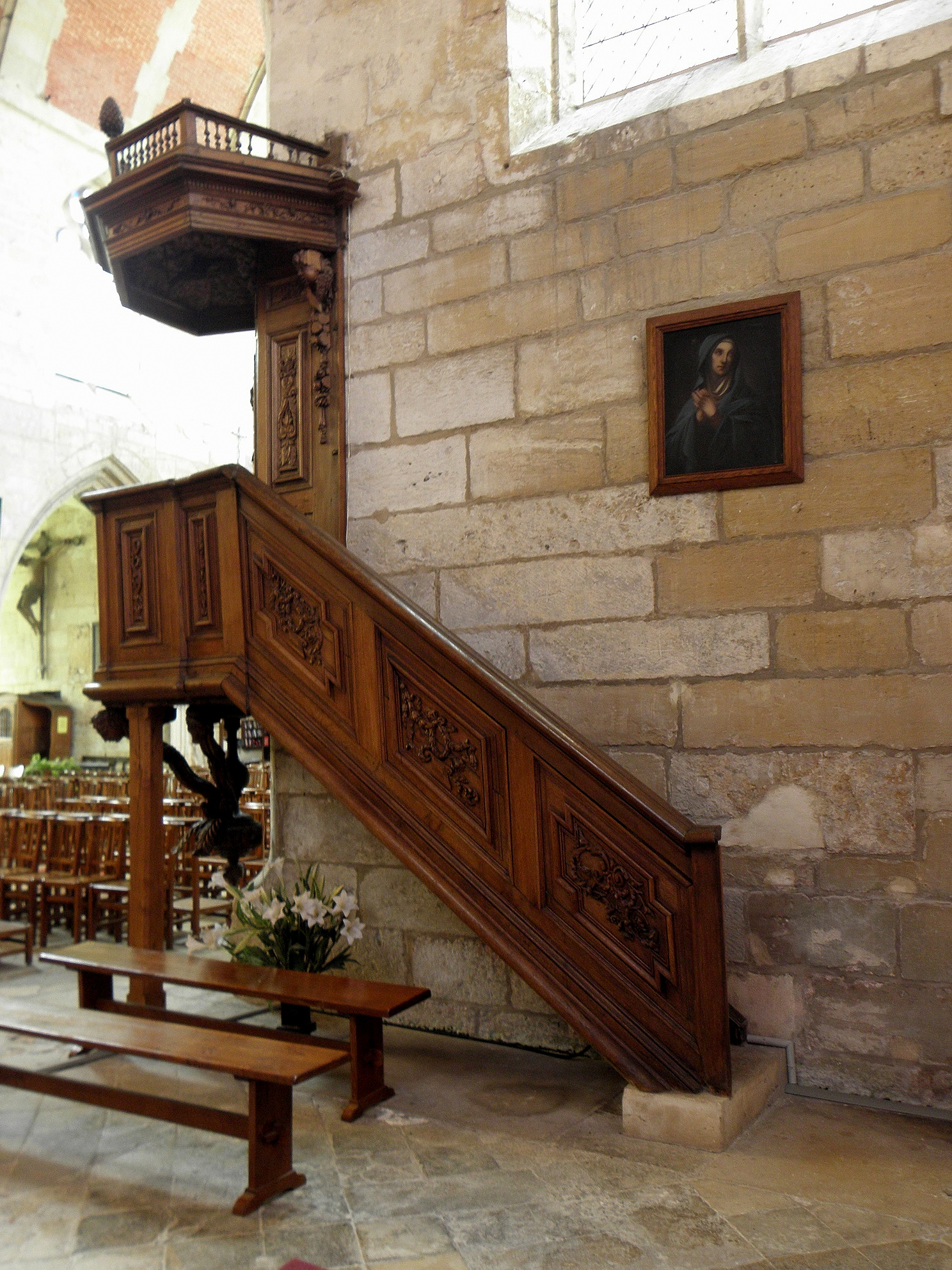
Predigtkanzel (17. Jh.)
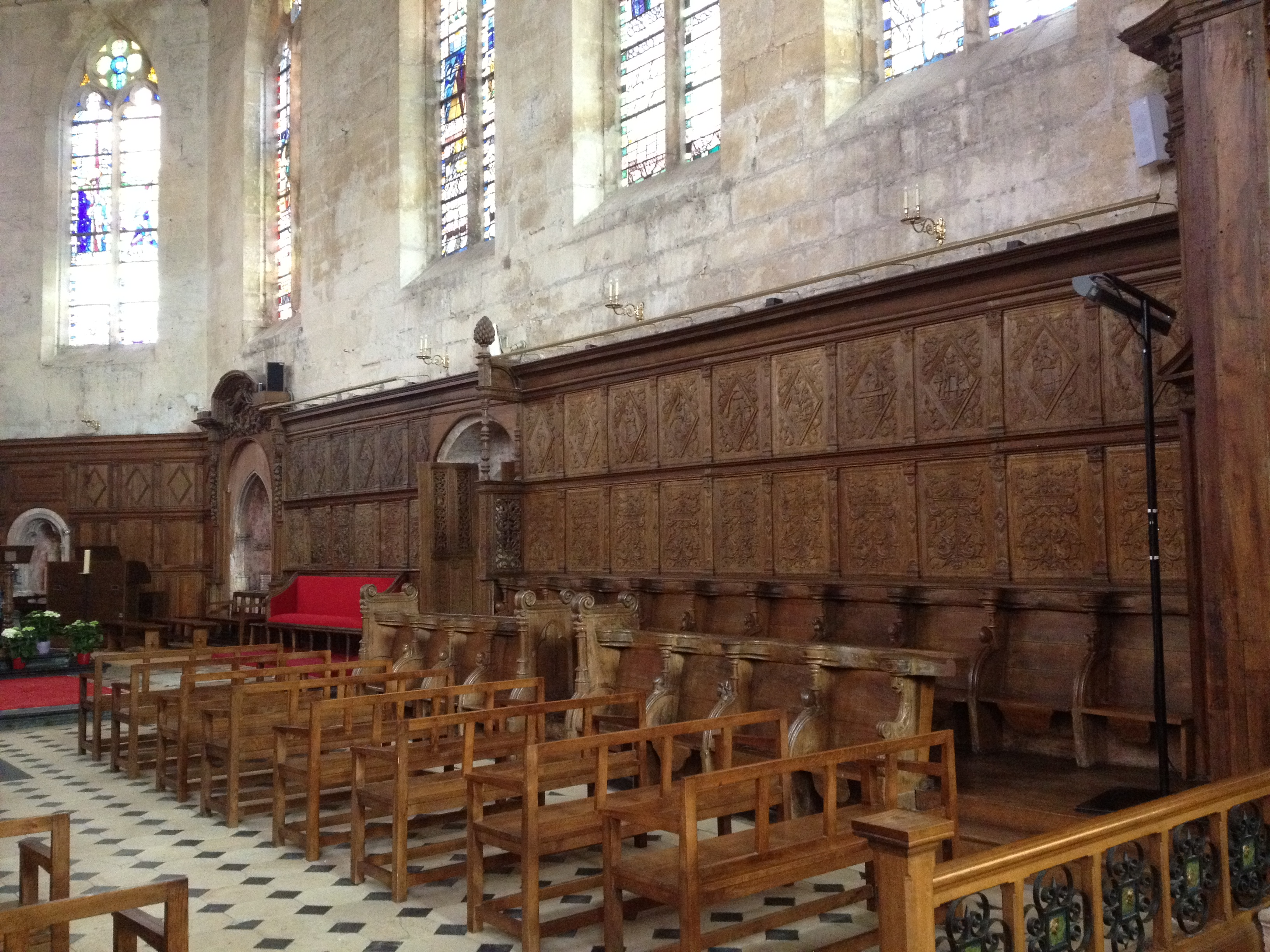
Chorgestühl (17. Jh.)